# Apostoł Pawieł
Apostoł Pawieł – statek pasażersko-towarowy, bocznokołowy parowiec zbudowany dla rosyjskiego przedsiębiorstwa żeglugowego. W czasie I wojny światowej zarekwirowany na potrzeby Marynarki Wojennej Imperium Rosyjskiego i przekształcony w trałowiec. W 1918 roku przekazany przez bolszewików Czerwonym Finom, zdobyty przez Białych i sprzedany Estonii. W Eesti merejõud otrzymał imię „Ristna”. Wraz z pozostałymi estońskimi jednostkami przejęty przez ZSRR w 1940 roku. Przetrwał II wojnę światową, występował w radzieckich filmach. Zezłomowany w 1958 roku.

## Budowa i opis techniczny

### Zamówienie i budowa
„Apostoł Pawieł” został zamówiony przez Oneskie Towarzystwo Żeglugi Parowej (Oneżskoje parochodnoje obszczestwo) mające siedzibę w Pietrozawodsku. Zapotrzebowanie dotyczyło dwóch szybkich statków pasażersko-towarowych o niewielkim zanurzeniu. Wzór dla budowy stanowiły bocznokołowe parowce (packet boats) kursujące na kanale La Manche. Budowany był w Greenock przez firmę o nazwie Grangemouth and Greenock Dockyard, nosił numer budowy 283. Statek wodowano i ukończono w 1906 roku. Równocześnie konstruowano też bliźniaczego „Apostoła Piotra”. Łączna cena za oba statki wynosiła 150 tysięcy rubli.

### Opis techniczny statku[c]
Długość parostatku wynosiła 58,2 lub 57,88 metra, szerokość wraz z kołami łopatkowymi 15,6 lub 15,35 metra (liczona bez kół wodnych 7,95 metra). Wyporność wynosiła 501 ton, zanurzenie standardowe 1,8 metra, a maksymalne 2,35 metra. Statek mógł zabrać ładunek o łącznej pojemności 470 ton rejestrowych.
Statek napędzany był przez sprzężoną maszynę parową o dwóch cylindrach, z cylindrycznym kotłem o mocy indykowanej 728 KM, która nadawała mu prędkość maksymalną 13 węzłów. Zapas 262 lub 54 ton węgla pozwalał jednostce na pokonanie 1000 mil morskich przy 8 węzłach, lub 800 Mm przy 10 w. System pomp zęzowych statku pozwalał na usunięcie do 60 ton wody w ciągu godziny.

## Służba

### Statek pasażerski

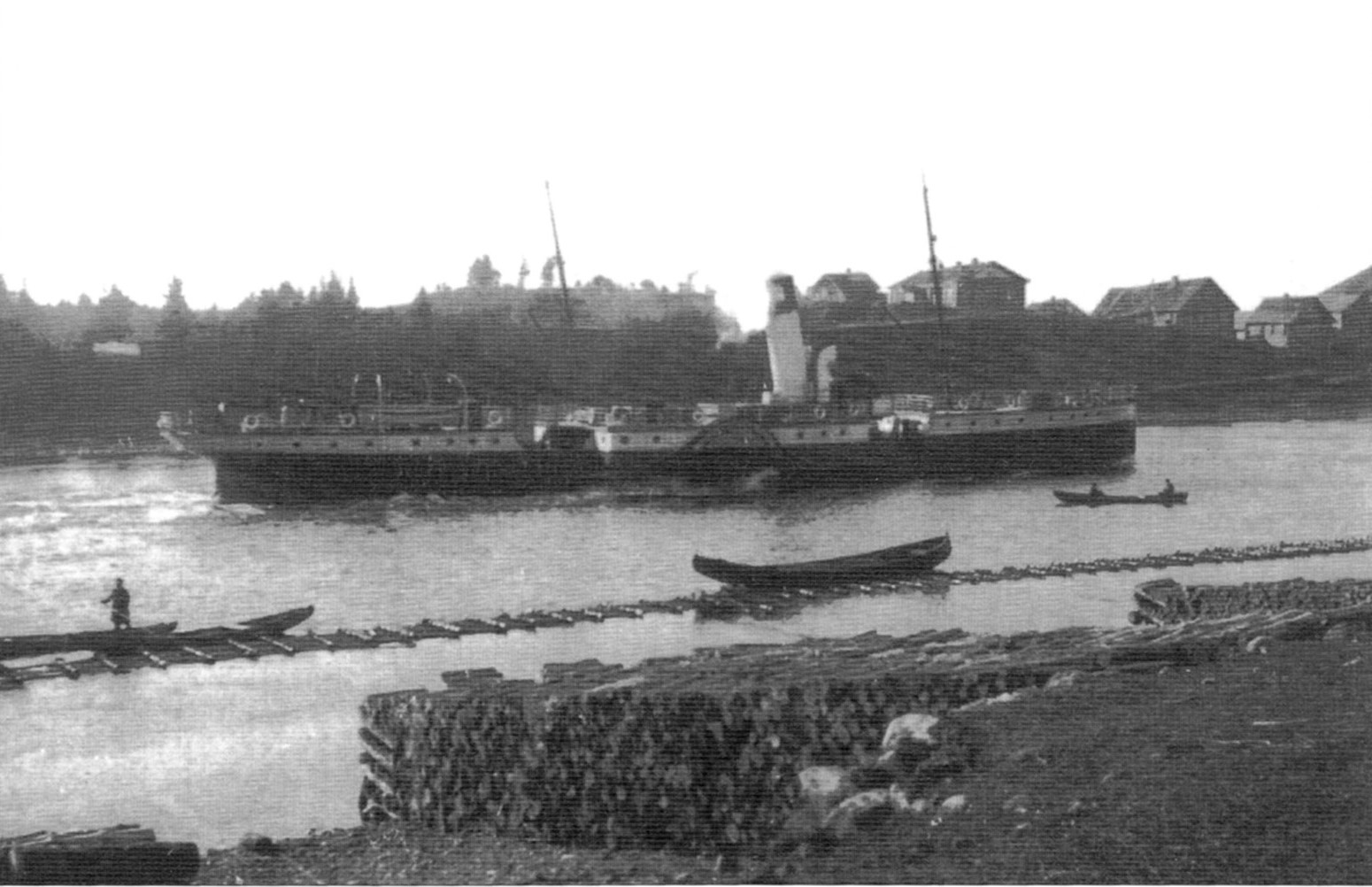
„Apostoł Pawieł” na rzece Świr.

„Apostoł Pawieł” został oddany do eksploatacji w 1906 roku. Nazwa jednostki odnosiła się do popularnego w północnej Rosji świętego. Dodatkowo identyczną nazwę otrzymał pierwszy statek handlowy, wybudowany w Rosji według zachodnich standardów – „Apostoł Pawieł”. Pierwszym kapitanem jednostki został Nikołaj Warzugin. Statek pływał na jeziorze Onega i sąsiednich drogach wodnych w rejsach liniowych, a także wożąc pielgrzymów na wyspę Wałaam, do znajdującego się tam monastyru. Zimował głównie na rzece Świr, gdzie Towarzystwo miało warsztaty. W tym czasie cała załoga oprócz mechaników była zwalniana do domów, ci zaś dokonywali pomniejszych napraw. Większy remont w Petersburgu konieczny był już w 1906 roku, jego przyczyną był brak obycia załogi z nowoczesnymi mechanizmami jednostki.

### Okręt rosyjski
W pierwszych miesiącach I wojny światowej na Morzu Bałtyckim rozpoczęła się wojna minowa. Jako że liczba trałowców we Flocie Bałtyckiej była niewystarczająca, admiralicja postanowiła o pozyskaniu na ten cel statków cywilnych o niewielkim zanurzeniu. „Apostoł Pawieł” trafił na listę rekomendowanych jednostek, sporządzonej w lutym 1915 roku przez kapitana II rangi Nikołaja Tyrkowa. Specjalna komisja pod przewodnictwem N.N. Apostołowa obejrzała statek 5 maja, a 12 maja właściciele przekazali konfiskowaną jednostkę Marynarce Wojennej Imperium Rosyjskiego. „Apostoł Pawieł” został wyceniony na 190 648 rubli. Wciągnięty na listę floty został 3 czerwca 1915 roku. W kolejnych miesiącach został przebudowywany w Stoczni Admiralicji na trałowiec (ros. tralszczik, skrót TSzcz), nadano mu numer 19. Okręt otrzymał uzbrojenie w postaci armaty kalibru 47 mm Hotchkiss i karabinu maszynowego. Cała przebudowa kosztowała 88 200 rubli. Nową załogę okrętu stanowiło 51 osób, w tym 3 oficerów. Na początku morskiej służby okrętu zauważono niedostatki w stabilności kursu, związane z niewielkim zanurzeniem.
Wraz z bliźniaczym trałowcem nr 18 (dawny „Apostoł Piotr”) początkowo służyły jako okręty-bazy dla trałowców w Rewlu, a od 1916 roku jako trałowce w 4. Dywizjonie Dywizji Trałowców. Okręty zostały 8 lipca 1917 roku przebazowane do Raumo i 10 lipca pierwszy raz brały udział w trałowaniu bojowym zagrody minowej postawionej miesiąc wcześniej (7 czerwca) przez okręt podwodny SM UC-58. Z 18 min rozstawionych przez okręt podwodny trałowcom udało się odnaleźć 9, zanurzonych na głębokości 2 metrów. Pięć z nich unieszkodliwiono 10 lipca, następnego dnia trzy kolejne, zaś ostatnią 12 lipca. Z min wyłowionych pierwszego dnia trzy zostały zniszczone ogniem artyleryjskim, pozostałe sześć udało się wyłowić i odzyskać. Po trzech dniach trałowania okręty udały się do Åbo w celu zaopatrzenia w węgiel i trały. Poszukiwania kontynuowane po powrocie – 16 lipca – nie doprowadziły do odnalezienia dalszych min na podejściu do bazy w Raumo. Oba trałowce przeszły 21 lipca czyszczenie kotłów w Helsingforsie, a 27 lipca poszukiwały – z wynikiem negatywnym – zagród minowych w rejonie między Odensholmem a Neugrundem.
W sierpniu oba trałowce zostały zgrupowane razem z okrętami 3. dywizjonu. Razem z trałowcem „Zaszczitnik” 24 sierpnia okręty wyruszyły w okolicę wyspy Wormsö, gdzie spotkały się z 1. dywizjonem kutrów trałowych. Cała grupa udała się do Åbo w celu zaopatrzenia; z uwagi na braki paliwa okręty przebywały w porcie trzy doby (31 sierpnia – 3 września). Od 3 do 8 września grupa usuwała zagrodę minową postawioną w okolicy Enskär. Bliźniacze jednostki do akcji włączyły się 4 września, przy czym z uwagi na niską temperaturę pozostałe jednostki nie brały udziału w akcji. W związku z nastaniem sztormu akcja została wstrzymana, 5 września okręty cumowały w Åbo, a 6 w Nystad. W pozostałe dwa dni dokończono oczyszczanie akwenu.
Po zakończeniu zadania cały zespół skierowano do bazy w Lappvik, gdzie dotarł 13 września. Numer 19 wraz z główną częścią zgrupowania (ale już bez bliźniaczej 18) od razu wyruszył do portu w Rohuküla, w Archipelagu Moonsundzkim. Zespół ten (numery 14, 15, 16, 17, 19, „Zapał” i „Kapsiul”) 15 września przeczesywał mieliznę Stapelbotten, zaś 19 września oczyszczał rejon wyspy Gräsgrund. Prace te dokończono 21 września. Tego dnia w trał wpadły trzy miny, jednak ze względu na sytuację pogodową zespół pozostawił dwie z nich w pobliżu wsi Derhamn, co w konsekwencji doprowadziło do wyłączenia akwenu z użytku nocnego.
Zimę 1917/1918 okręty spędziły w Helsinkach. Po przewrocie październikowym oba bliźniacze trałowce znalazły się w rękach bolszewików, którzy 15 marca 1918 roku przekazali je Fińskiej Socjalistycznej Republice Robotniczej, w związku z toczącą się w Finlandii wojną domową. Już jednak 21 kwietnia 1918 roku okręty przejęli Niemcy, po czym w trzecim tygodniu kwietnia jednostki przejęli w Helsinkach Biali Finowie. Zostały one ocenione przez komisję zdobyczy wojennych jako nieprzydatne dla marynarki wojennej (okręt zmienił numer z 19 na 6) i 24 sierpnia 1918 roku sprzedane prywatnemu armatorowi. Pierwszy nabywca jednostek, B. Cederholm w kilka tygodni po zakupie sprzedał je G. Westerlundowi – weszły na stan firmy AB Nya Warfet lub West OY. Parostatki zostały obmierzone 23 grudnia, a wiosną 1919 roku zostały zarejestrowane w Helsinkach jako pasażerskie; dawny „Apostoł Pawieł” otrzymał nazwę „Pavel”. Nie weszły one jednak do eksploatacji i czekały na nowego nabywcę.

### Okręt estoński

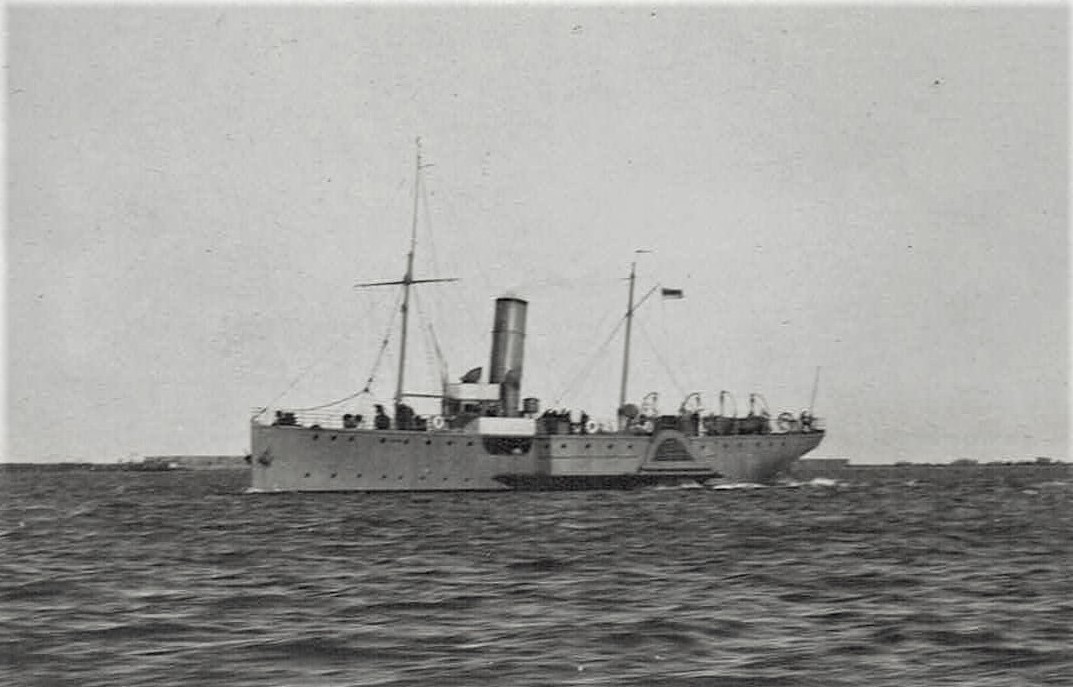
„Ristna” na morzu.

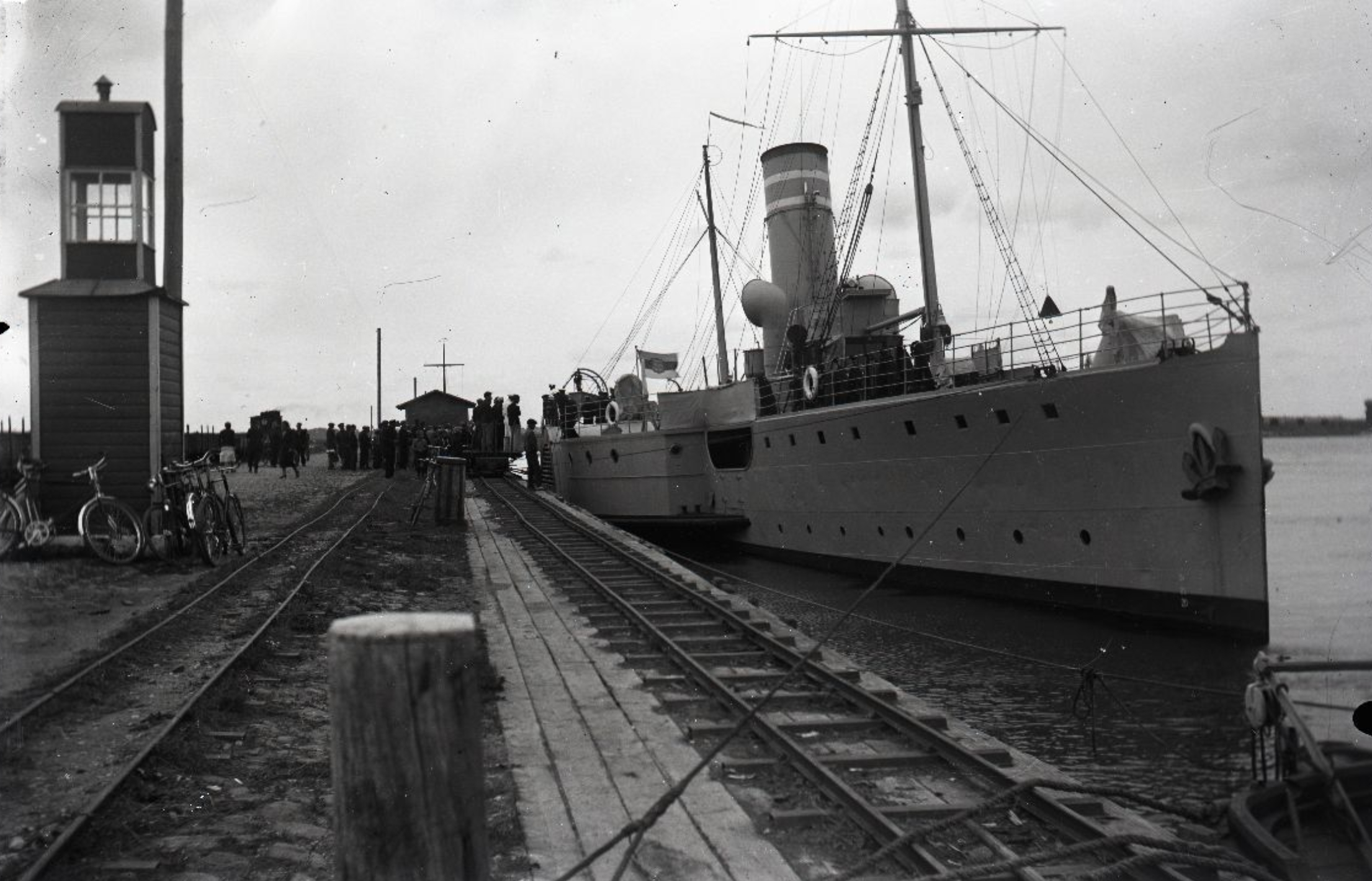
„Ristna” w porcie Roomassaare.

Po pomyślnym zakończeniu wojny z bolszewikami jednym z głównych celów sił morskich Estonii było oczyszczenie akwenów żeglugi handlowej z min postawionych w czasie ostatnich konfliktów – zwłaszcza na trasie od Tallinna do Osmussaar. Zadanie to spoczywało na Dywizjonie Trałowców (est. Traalerite Divisjon), ten jednak składał się z jednostek nadających się tylko do działań przybrzeżnych. Aby umożliwić mu prace także na otwartych wodach Ministerstwo Spraw Zagranicznych rozpoczęło poszukiwania stosownych trałowców. Estończycy zdecydowali się na zakup znajdujących się w Helsinkach statków „Peeter” i „Pavel”. Umowa zakupu została zawarta 19 kwietnia 1920 roku. Estonia zapłaciła za obie jednostki 1 milion marek fińskich w towarach, choć były one wyceniane jedynie na jedną czwartą tej sumy. „Pavel” 13 maja otrzymał estońską załogę i wszedł na listę Eesti merejõud jako „Ristana”. Obie jednostki („Peeter” jako „Suurop”) przeszły do stolicy Tallinna 18 maja. W stołecznym porcie jednostki zostały ponownie wyposażone w sprzęt trałowy, przeszły też drobny remont. Oba okręty były wykorzystywane do trałowania od 27 czerwca do 25 listopada.
Po rocznej służbie okręty ponownie powróciły do służby cywilnej. Było to związane z przekazaniem zadania usuwania min z Ministerstwa Wojny do Ministerstwa Handlu i Przemysłu. Propozycja została sformułowana przez kierownictwo marynarki wojennej w grudniu 1920 roku. Powodem inicjatywy było wcześniejsze przekazanie cywilnemu ministerstwu pływających jednostek pomocniczych, które musiałyby być teraz wypożyczane w celu wspierania trałowania. Zarówno na to, jak i na wynagrodzenie dla załóg w okresie zimowym flota nie miała pieniędzy. W efekcie zarówno „Ristna”, jak i pozostałe okręty z Dywizjonu Trałowców, zostały 15 stycznia 1921 roku przekazane na stan Ministerstwa Handlu i Przemysłu. W 1921 roku „Ristna” uczestniczyła w pracach trałowych, po czym uznano otwarte akweny estońskich wód terytorialnych za wolne od niebezpieczeństwa minowego. Poszukiwanie min kontynuowano w kolejnych latach jedynie w wodach przy samym brzegu, jednak do tego zadania nadawały się tylko jednostki o mniejszym zanurzeniu.
W związku z nieprzydatnością do dalszych zadań bliźniacze jednostki zostały 10 stycznia 1922 roku przekazane państwowemu przewoźnikowi, w celu wykorzystania jako statki pasażerskie lub transportowe. W tym roku „Ristna” rozpoczął kursowanie na trasie Rohuküla–Kuivastu–Roomassaare. Przedsięwzięcie nie okazało się dochodowe. Przynosiło straty także w roku następnym pomimo rozszerzenia trasy o Ruhnu i Rygę – zbyt silna była konkurencja przewoźników prywatnych. W związku z tym zaprzestano działalności przewozowej i statek bezczynnie stał w tallińskim porcie do 1926 roku.
Blokada minowa stanowiła ważną część koncepcji obrony morskiej Republiki Estońskiej. Do jej realizacji niezbędne były okręty przystosowane do stawiania min. W związku z bezczynnością „Ristny” i „Suuropa” zdecydowano się przebudować te statki na okręty minowe. Prace modernizacyjne prowadzono zimą z 1926 na 1927 rok w tallińskim porcie. Według jednego źródła do przekazania jednostek na stan Ministerstwa Wojny doszło już w 1925 roku.
Po zakończeniu remontu „Ristna” miała wyporność 600 ton, była długa na 60,1 metra, a szeroka na 7,9 metra (15,35 metra licząc koła wodne). Maksymalne zanurzenie jednostki wynosiło 1,8 metra na dziobie, zaś 2,35 metra na rufie. Główne zmiany konstrukcyjne związane były z funkcją stawiania i magazynowania min. Stawianie min było możliwe z zakrytego pokładu minowego, dwie zrzutnie zamieszczono na rufie, po obu burtach. Tory minowe ustawione były zarówno na pokładzie minowym jak i na pokładzie wierzchnim, pomiędzy pokładami miny przechodziły specjalnymi pochylniami umiejscowionymi w centralnej części jednostki. Łącznie okręt mógł pomieścić 175 min kotwicznych wzoru 1908. Na zabudowie kół napędowych zamontowano zdjęte ze złomowanego „Lembita” reflektory. Okręt mógł nie tylko stawiać miny, ale również je unieszkodliwiać. Do tego celu służył mu trał Szulca, jak również karabin maszynowy, który służył również do obrony przeciwlotniczej. Brak artylerii pokładowej miało zaspokoić działo Boforsa 40 mm, jednak złożone w Szwecji zamówienie nie zostało zrealizowane przed wojną. W powyższej konfiguracji prędkość maksymalna okrętu wynosiła 12,5 węzła.
Okręt wszedł w skład Dywizjonu Morskiego 1 kwietnia 1927 roku. Etatowa załoga w marynarce wojennej stanowiła 39 osób, w tym 4 oficerów. Na czas wojny przewidziano rozszerzenie jej do 50 osób. „Ristna” i „Suurop” brały udział w zadaniach reprezentacyjnych – odwiedzały sąsiednią Łotwę oraz krajowe porty. Przede wszystkim jednak brały udział w szkoleniach. Treningi obejmowały zarówno typowe działania wojny minowej – stawianie min i ich trałowanie – jak i przeprowadzanie desantów sił lądowych – wspólnie z Eesti maavägi i Kaitseliitem – czy ostrzał artylerii nabrzeżnej – w tym wypadku okręty holowały cele strzeleckie. Ćwiczenia odbywały się w Archipelagu Zachodnioestońskim (Kuivastu, Kassari), w rejonie Tallinna oraz w zatoce Hara. Szczególnie ważne ćwiczenia odbywały się w rejonie Kuivastu w latach 1930 i 1931 – uczestniczyły w nich wspólnie sił Estonii i Łotwy.
Pierwszą poważniejszą akcją okrętu związaną z wybuchem II wojny światowej było poszukiwanie zbiegłego z internowania ORP „Orzeł”. „Ristna” szukała polskiego okrętu podwodnego w rejonie między wyspami Aegna, Naissaar a Płycizną Tallińską, w dniach 18–19 września. Po przeprowadzonym 19 września ataku torpedowym na bliźniaczego „Suuropa” oba okręty wymieniły w porcie Paljassaare miny z ćwiczebnych na bojowe. Stan gotowości bojowej utrzymywany był na okręcie do 10 grudnia.
Estoński sztab podzielił 1 kwietnia 1940 roku Dywizjon Morski w ten sposób, że dawne „Apostoły” trafiły do nowego Dywizjonu Trałowo-minowego (est. Traaler-veeskjate divisjon). Dywizjon ten został 10 maja przebazowany do portu w Loksa, po czym rozpoczął ćwiczenia morskie w zatoce Hara. W przerwach od manewrów trałowce usuwały miny postawione przez Finów w okolicy Jumindy w trakcie wojny ze Związkiem Radzieckim. W zatoce Hara ćwiczące okręty zastały działania Marynarki Wojennej ZSRR, która 14 czerwca rozpoczęła blokadę estońskich jednostek. Po około dwóch tygodniach okręty minowe rozpoczęły powrót do Tallinna – szły pojedynczo, pilnowane przez okręty radzieckie – po czym stanęły w Vanasadam. Jedyną aktywnością jednostek w lipcu była przeprowadzona na początku miesiąca ewakuacja żołnierzy z baz na wyspach Aegna i Naissar.

### Okręt radziecki
Aktywne przygotowania do włączenia okrętu w skład Floty Bałtyckiej ZSRR rozpoczęły się w lipcu 1940 roku. Wtedy to jednostce przydzielono oficera politycznego, a sama załoga była zobligowana do udziału w różnorakich akcjach o charakterze agitacji komunistycznej. „Ristna” została włączona w skład Marynarki Wojennej ZSRR na podstawie rozkazu ludowego komisarza tejże z 18 sierpnia 1940 roku, o numerze 00208 z zachowaną estońską nazwą jednostki. Formalne przekazanie okrętu nastąpiło dopiero 30 października. „Ristna” figurowała w spisie floty w grupie Ochrony Wodnego Rejonu Głównej Bazy Czerwonej Floty Bałtyckiej, jako stawiacz min.
Zimę z 1940 na 1941 rok okręty spędziły w tallińskim porcie, gdzie dostarczały ciepła innym jednostkom radzieckiej marynarki. Wiosną pełniły służbę wartowniczą na redzie portu. Po rozpoczęciu agresji niemieckiej na ZSRR dowództwo floty postanowiło zrezygnować – pomimo dotychczasowej pracy politycznej – z estońskich załogantów. Zostali oni zdemobilizowani jeszcze na początku lipca, a na ich miejsce przybyli marynarze z Kronsztadu oraz z innych stawiaczy min Floty Bałtyckiej.
W lipcu okręt stawiał miny na wodach zatok Fińskiej i Ryskiej (w Cieśninie Irbe). Podczas akcji na drugiej z nich, 23 lub 27 lipca, po postawieniu 15 min doszło do eksplozji miny w zrzutni. Wybuch uszkodził rufę okrętu, ten zdołał jednak – dzięki kołom wodnym – dopłynąć do wioski Triigi, skąd został odholowany do portu w Kronsztadzie. Po przeprowadzonym tam remoncie jednostkę włączono 7 września do 3. Dywizjonu Oddziału Minowego (ros. 3-й дивизион Отряда загруждения). We wrześniu i październiku „Ristna” stawiała zagrody minowe we wschodniej części Zatoki Fińskiej. Od listopada, aż do końca wojny pełniła funkcję okrętu-bazy grupy Ochrony Wodnego Rejonu Głównej Bazy Czerwonej Floty Bałtyckiej.
Po krótkiej, powojennej przerwie „Ristna” została ponownie zmobilizowana 15 lutego 1946 roku jako stawiacz min. Okręt był wykorzystywany jako szkolny we Flocie Północnobałtyckiej. Poza działalnością militarną jednostka była wykorzystywana również w kinematografii radzieckiej, wypożyczało ją w tym celu studio Lenfilm. Okręt wykorzystano łącznie w trzech produkcjach filmowych.
„Ristna” zakończyła służbę 24 grudnia 1955 roku, 7 kwietnia 1956 roku została przekazana do oddziału administracyjnego (ros. Отдел фондового имущества). W 1957 roku okręt rozbrojono. Jednostka miała jeszcze 20 lipca w trafić w ręce leningradzkiego Komsomołu, po czym według części źródeł miała być wypożyczana przez studio Lenfilm. Okręt zezłomowano na początku 1958 roku w Gławwtorczermiecie.